# Шанхай (Актобе)
Шанха́й (каз. Шанхай) — крупный район Актобе, расположенный на северо-западе города.
Вероятно, название района появилось от казахского выражения «шаңқай түске дейін» — «до обеда доберёшься», потому что Шанхай расположен в значительном отдалении от тогдашнего центра города
сами жители района разделяют его на 3 части - большой,средний и малый.
Шанхай застроен преимущественно одноэтажными жилыми домами и коттеджами, количество многоэтажных домов растёт с каждым годом. По району пролегают 35 улиц. Асфальтовое покрытие и освещение имеют лишь центральные улицы района. Восточной границей района является улица Маресьева, южной — улица Пацаева, а на западе район граничит с проспектом Санкибай батыра. В Шанхае расположены стадион АЗХС, детский сад «Рауан», медицинский центр «ЮКОН».
В 2008 году по городу Актобе было отремонтировано 48 км городских улиц, в том числе улицы Пожарского и Братьев Жубановых на Шанхае. В 2009 году ремонту подверглись улицы Казангапа, Металлургов и Рыскулова.
8 октября 2014 года городские депутаты отправили на рассмотрение в Астану обновлённый генеральный план застройки города (предыдущий был принят в 2006 году), согласно которому Шанхай и другие районы города будут определены как зоны реконструкции.